# Мужи (Ямало-Ненецкий автономный округ)
Му́жи — село в Ямало-Ненецком автономном округе России, административный центр Шурышкарского района. Численность населения — 3741 чел. (2015 г.)

## География
Расположено на берегу рек Малой Оби и Юган, протоки Вылью, с протяженной планировочной структурой. Село пересекается ручьями и оврагами в широтном направлении. Один из наиболее крупных оврагов делит условно Мужи на южный и северный районы.
Райцентр Мужи находится в 150 км к юго-западу от окружного центра Салехарда.
Застройка села начиналась с северной части, от пересечения улиц Ленина и Советской, где был построен первый православный храм. В настоящее время здесь сложился административно-культурный центр. Центральная часть села застроена ветхими 2-этажными многоквартирными секционными и индивидуальными жилыми домами, и современными 3-этажными многоквартирными жилыми домами, на месте сноса ветхих, аварийных домов. Все дома имеют придомовые территории, хаотично застроенные хозяйственными постройками. В южной части четкая квартальная структура индивидуальной жилой застройки. Объекты коммунального и производственного назначения частично вкраплены в жилую застройку, но в основном занимают периферию (по отношению к селитебной территории).
Главная площадь перед районной администрацией ориентирована в сторону реки и заречья, но не имеет выхода к воде из—за расположенной здесь ветхой жилой и нежилой застройки.
Торговые предприятия сосредоточены на ул. Советской в центре села.

## История
Село основано в 1840 году. В 1930 году стало центром Шурышкарского района Остяко-Вогульского национального округа, а с 1937 года отошло к Ямало-Ненецкому АО.
С 2005 до 2022 гг. село было центром сельского поселения Мужевское, упразднённого в 2022 году в связи с преобразованием муниципального района в муниципальный округ.

## Население
| 1959  | 1970  | 1979  | 1989  | 2002  | 2010  | 2015  |
| ----- | ----- | ----- | ----- | ----- | ----- | ----- |
| 2287  | ↗2509 | ↘2503 | ↗2813 | ↗3200 | ↗3609 | ↗3741 |
| 2021  |       |       |       |       |       |       |
| ↘3736 |       |       |       |       |       |       |

## Транспорт
Имеется регулярное водное и воздушное сообщение с Салехардом.
В северной части села Мужи, на нижней террасе, находится вертолетная площадка. По побережью р. Малая Обь размещается порт.

## Инфраструктура
МБУ «Шурышкарская централизованная клубная система» и Филиал МБУ ШЦКС «Центр досуга и народного творчества с. Мужи» находятся по ул. Комсомольская 11
В западной части села находятся коммунальные объекты: котельная, недействующая дизельная электростанция, баня, пожарное депо, кладбище, а также производственные объекты градообразующие предприятия животноводческая ферма, цех по переработке молока и заготовка вакуума для мяса. Перестраивается полигон ТБО, расположенный к югу от Мужи.
Инфраструктура речного порта: портовые и причальные сооружения; склады, холодильники, причалы; пассажирская пристань; балки для хранения маломерного флота; коммунально-складская территория с пилорамой и складами стройматериалов.